# Viva Las Vengeance
Albums de Panic! at the Disco
Pray for the Wicked
(2018)
Singles
1. Viva Las Vengeance
Sortie : 1 juin 2022
2. Middle of a Breakup
Sortie : 20 juillet 2022
3. Local God
Sortie : 5 août 2022
4. Don't Let the Light Go Out
Sortie : 16 août 2022
5. Sad Clown
Sortie : 19 août 2022
6. Sugar Soaker
Sortie : 23 août 2022
7. Do It to Death
Sortie : 8 septembre 2022

Viva Las Vengeance est le septième album studio du projet solo pop rock américain  Panic! at the Disco, sorti le 19 août 2022 via Fueled by Ramen et DCD2 Records. Il s'agit de leur premier album studio en 4 ans depuis leur album de 2018 : Pray for the Wicked. Il a été annoncé parallèlement à la sortie du premier single et de la chanson titre "Viva Las Vengeance" le 1er juin 2022. Une tournée a débuté en Amérique du Nord  et continuera en Europe en 2023.
L’album dure 43 minutes et 42 seconde. La classification musicale de l’album est :
- Pop rock
- glam rock
- power pop
- rock and roll

L’album a été produit par Jake Sinclair , Mike Viola, Brendon Urie et  Butch Walker

## Liste des titres
1. Viva Las Vengeance
2. Middle of a Breakup
3. Don't Let the Light Go Out
4. Local God
5. Star Spangled Banger
6. God Killed Rock and Roll
7. Sugar Soaker
8. Something About Maggie
9. Sad Clown
10. All by Yourself
11. Do It to Death